# Bolina
Bolina – potok w południowej Polsce, w środkowej części województwa śląskiego, w granicach administracyjnych Katowic oraz Mysłowic, przepływająca przez Wyżynę Katowicką o długości 10,2 km.
Bolina powstaje z połączenia się odcinka źródłowego (Bolina Zachodnia) z dwoma mniejszymi potokami: Boliny Południowej I i Boliny Południowej II. Bolina Zachodnia ma swoje źródła pomiędzy katowickimi częściami miasta: Giszowcem, Ochojcem, Muchowcem i Murckami. Zasila wody stawów Barbara oraz Janina, będących częścią ośrodka wypoczynkowego. Zasila również wody zbiornika Bolina, będącego częścią ośrodka wypoczynkowego o tej samej nazwie. Bolina Południowa I ma swe źródła w okolicach dzielnicy Katowic – Giszowca. Łączy się z Boliną Zachodnią obok ośrodka wypoczynkowego Bolina. Do Boliny w okolicach Janowa wpada Bolina Południowa II. Ma ona swe źródła w Mysłowicach, w dzielnicy Wesoła. Potok Bolina przy granicy Mysłowic i Sosnowca wpada do Czarnej Przemszy, która po połączeniu się z Białą Przemszą tworzy Przemszę – bezpośredni dopływ Wisły. Ujście Boliny do Czarnej Przemszy znajduje się w pobliżu mysłowickiego Parku Zamkowego i ul. Boliny.
Bolina jest potokiem silnie zantropogenizowanym i na znacznej długości ma uregulowany przebieg. Największą różnorodność potok ma w odcinku źródłowym, a także wokół stawów na jej biegu. Jest również potokiem silnie zanieczyszczonym.

## Przebieg

### Źródło (Bolina Zachodnia)
Bolina ma swoje źródło w lasach w Katowicach na terenie Murcek, na wysokości około 315 m n.p.m., na południowy zachód od stawu Barbara, w pobliżu dawnego szybu Stanisław. Potok od źródła płynie w kierunku północno-wschodnim w kierunku Giszowca do największego w dorzeczu Boliny stawu Barbara. Bolina Zachodnia z Barbary uchodzi od wschodniej strony i biegnie do ujścia na wschód, po czym wpływa do stawu Janina. Stamtąd uchodzi z północno-wschodniej strony biegnie dalej w tym samym kierunku, po czym od ul. Pszczyńskiej wpływa na tereny zurbanizowane Giszowca. Potok ten od ul. Pszczyńskiej do stawu Małgorzata jest częściowo podziemny. Wpływa on do stawu Małgorzaty, położonego na wysokości ul. Szopienickiej. Dalej płynie w kierunku wschodnim, pod ul. Szopienicką i autostradą A4, po czym przekracza granicę dzielnic Giszowiec i Janów-Nikiszowiec, za którą wpływa do stawu Bolina, przy którym zorganizowano ośrodek wypoczynkowy. Za stawem łączy się z pierwszym większym dopływem – Boliną Południową I od strony południowej. Rzeka ta dalej zmienia kierunek na północno-wschodni i płynie równolegle do ul. Strumiennej, po czym na wysokości ul. Bzów łączy się z drugim większym dopływem – Boliną Południową II.

### Bolina Południowa I
Bolina Południowa I ma swoje źródło w lasach na terenie katowickiej dzielnicy Giszowiec, w pobliży granicy z Wesołą (dzielnicą Mysłowic). Biegnie w kierunku północno-wschodnim i dalej w kierunku północnym, przecinając po drodze ul. Adama. Wpływa od południa do stawu Górnik. Dalej w kierunku północnym i północno-wschodnim przecina ul. Górniczego Stanu, autostradę A4, ul. Mysłowicką i Ceramiczną, po czym na wysokości Parku Bolina wpływa do Boliny Zachodniej od strony południowo-zachodniej.

### Bolina Południowa II
Bolina Południowa II (dawniej Dzienina lub Zdzienina) ma źródło przy ul. Józefa Wybickiego w mysłowickiej dzielnicy Morgi. Płynie ona w kierunku północno-zachodnim w terenach łąkowych i po przecięciu ul. Leśnej wpływa do lasu. Prowadzi ona wody dalej w kierunku północno-zachodnim, po czym przecina się z autostradą A4. Koryto do tego punktu ma nieuregulowany przebieg. Za autostradą kieruje się na północ i dalej wzdłuż ul. Obrzeżnej Zachodniej, po czym na wysokości ul. Pawła Jasińskiego w dzielnicy Janów Miejski-Ćmok wpływa do Boliny od strony południowo-wschodniej.

### Bolina do ujścia
Od połączenia z Boliną Południową II Bolina biegnie w kierunku północnym. Przepływa pod ul. Oswobodzenia i dalej wbiega do Mysłowic. Na terenie miasta skręca w kierunku północno-wschodnim, przepływa pod ul. Katowicką i Obrzeżną Północną. W dalszym ciągu płynie w korycie podziemnym pod linią kolejową. Za nimi biegnie dalej w kierunku wschodnim przez tereny zurbanizowane i zielone. Uchodzi do Czarnej Przemszy po zachodniej stronie, przy granicy miast Mysłowice i Sosnowiec, w pobliżu Oczyszczalni Ścieków Radocha, w pobliżu ul. Boliny.

## Zlewnia

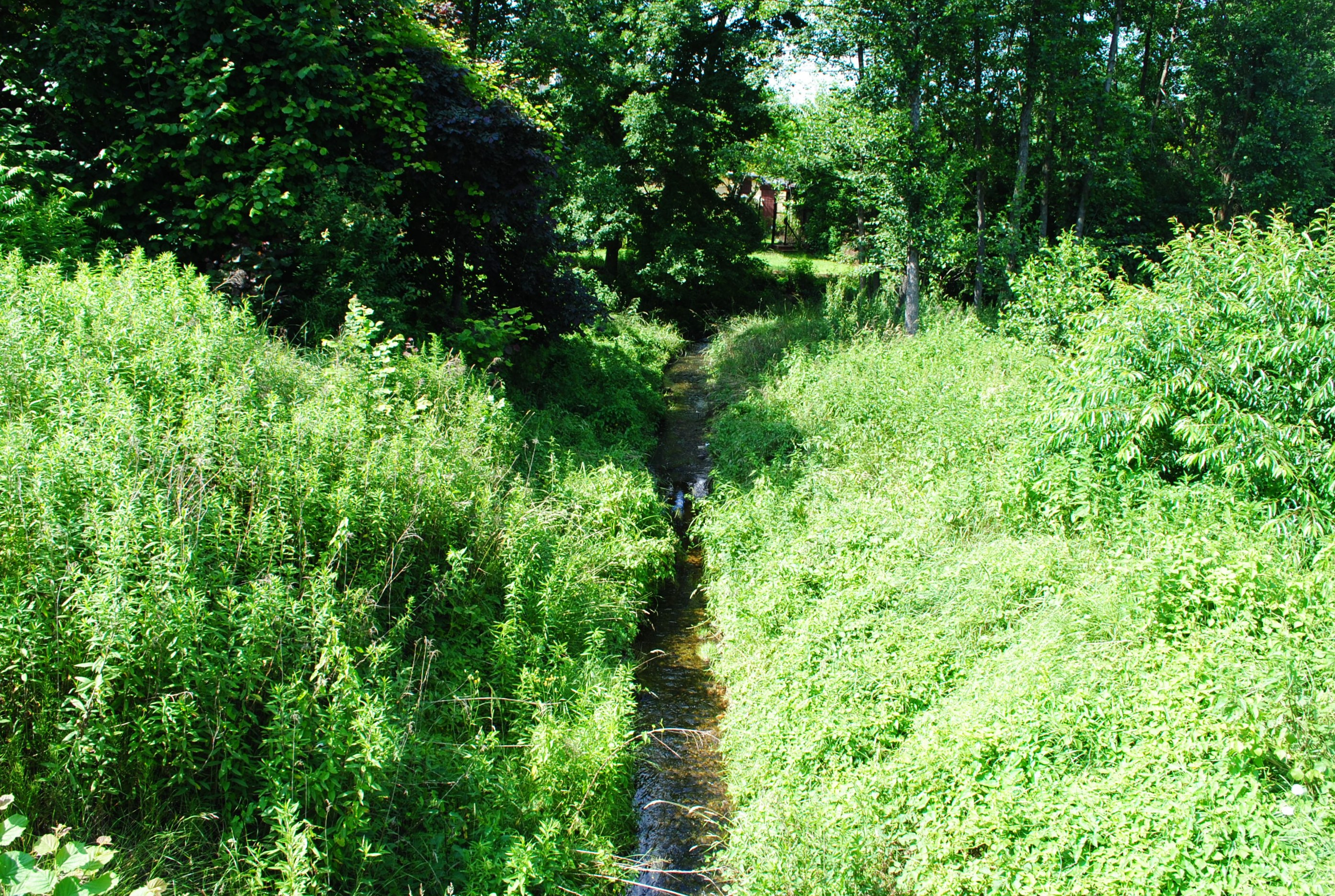
Bolina Południowa I na wysokości Giszowca

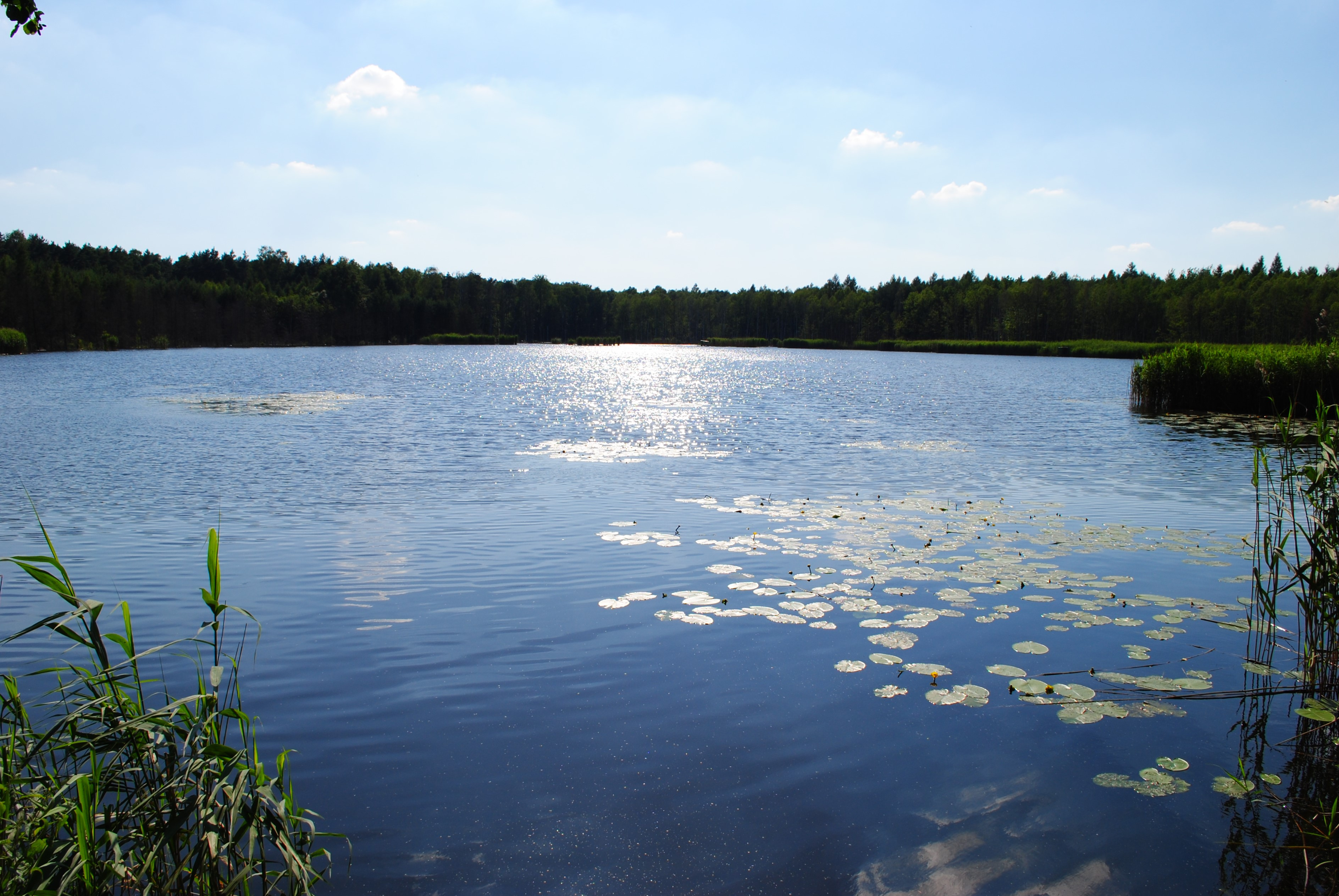
Staw Barbara

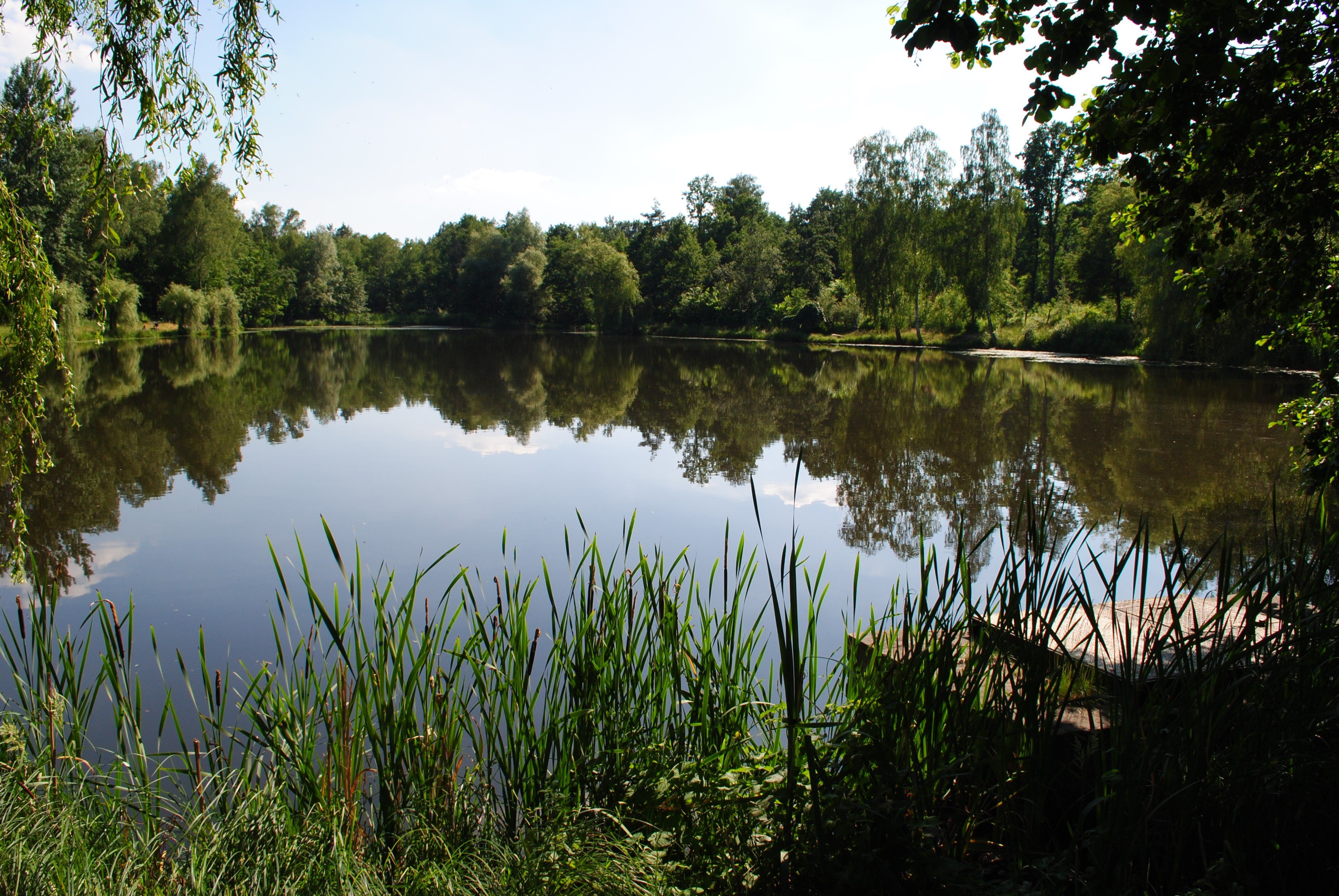
Staw Janina

Łączna długość Boliny wynosi 10,2 km, z czego długość cieku w Katowicach wynosi 7,1 km, a w Mysłowicach 3,1 km. Powierzchnia zlewni Boliny wynosi 28,5 km², z czego w granicach Katowic wynosi 19,1 km², a Mysłowic 9,4 km². Długość jednego z głównych dopływów – Boliny Południowej II – wynosi 4,2 km. We wrześniu 2001 roku przepływ wody w Bolinie w ujściowym odcinku utrzymywał się między górną strefą stanów średnich i dolną stanów wysokich. Przepływ wynosił wówczas 0,42 m³/s.
Zlewnia Boliny znajduje się w dorzeczu Wisły. Wody tej zlewni znajdują się w Jednolitej Części Wód Powierzchniowych nr PLRW20005212729 – Bolina. Zachodnia granica zlewni Boliny stanowi jednocześnie dział wodny I rzędu, która rozdziela dorzecza dwóch głównych polskich rzek: Wisły i Odry. Zlewnia Boliny od strony północnej sąsiaduje ze zlewnią Rawy (dział wodny III rzędu), od strony południowej ze zlewnią Mlecznej (dział II rzędu), a od wschodu ze zlewnią Czarnej Przemszy (dział wodny III rzędu). Te trzy zlewnie są częścią dorzecza Wisły. Od strony zachodniej zlewnia Boliny styka się ze zlewnią Kłodnicy (dorzecze Odry).
Zlewnia Boliny w granicach Katowic, w południowej jej części, charakteryzuje się znaczną powierzchnią zalewisk i terenów podmokłych, głównie w rejonie stawu Górnik oraz na obszarze między tym stawem a ul. Pszczyńską. Ponadto, w wyniku działalności górniczej prognozuje się tam powstanie następnych obszarów bezodpływowych. Ponadto w zlewni występują dwa obszary bezodpływowe – jeden pośrodku którego znajduje się staw Janów, a drugi po drugiej stronie ul. Oswobodzenia, w którym jest staw Trzewiczek.
W zlewni Boliny znajduje się kilka sztucznych stawów, powstałych w wyniku przegłębienia dna rzeki, a także na skutek osiadania terenu spowodowanego przez działalność górniczą. Są to następujące zbiorniki wodne:
| Nazwa      | Powierzchnia [ha] | Lokalizacja                                             |
| ---------- | ----------------- | ------------------------------------------------------- |
| Barbara    | 4,02              | Katowice – Giszowiec (dolina Boliny Zachodniej)         |
| Bolina     | 2,75              | Katowice – Janów-Nikiszowiec (dolina Boliny Zachodniej) |
| Bolina II  | 4,21              | Katowice – Janów-Nikiszowiec                            |
| Górnik     | 1,67              | Katowice – Giszowiec (dolina Boliny Południowej I)      |
| Janina     | 1,78              | Katowice – Giszowiec (dolina Boliny Zachodniej)         |
| Janów      | 2,13              | Katowice – Janów-Nikiszowiec                            |
| Małgorzata | 0,42              | Katowice – Giszowiec (dolina Boliny Zachodniej)         |

## Przyroda i ochrona środowiska
Dolina Boliny wraz z odgałęzieniami jest wypełniona przez polodowcowe osady: mady, mułki, piaski i żwiry rzeczne, wykształcone w plejstocenie. Pod względem geomorfologicznym Bolina jest położona w Płaskowyżu Murcek, który został przez działalność erozyjną rzek i cieków (w tym Boliny) rozcięty i wypełniony naniesionymi osadami. Dolina potoku wraz z odgałęzieniami w zlewni Boliny stanowi terasę holoceńską. Nad nią wykształciła się terasa plejstoceńska zlodowacenia środkowopolskiego, zbudowana z piasków i żwirów glacjalnych i fluwioglacjalnych.
Bolina jest potokiem silnie przekształconym antropogenicznie i na znacznej długości ma uregulowany przebieg. Jedynie krótkie fragmenty koryta, przeważnie płynące przez obszary leśne mają formę zbliżoną do naturalnego. Na terenie Mysłowic Bolina jest w całości uregulowana, z czego częściowo koryto jest obetonowane, a w pozostałej części płynie w korycie ziemnym. Przepustowość koryta Boliny jest dosyć niska. Jeden z głównych dopływów w zlewni Boliny – Bolina Południowa II – od źródła do autostrady A4 ma nieuregulowany przebieg, a jego profil podłużny ze względu na osiadania terenu jest mocno zaburzony, przez co utworzyło się na tym odcinku kilka zalewisk. Poniżej, aż do ujścia ciek ten jest uregulowany w korycie ziemnym.

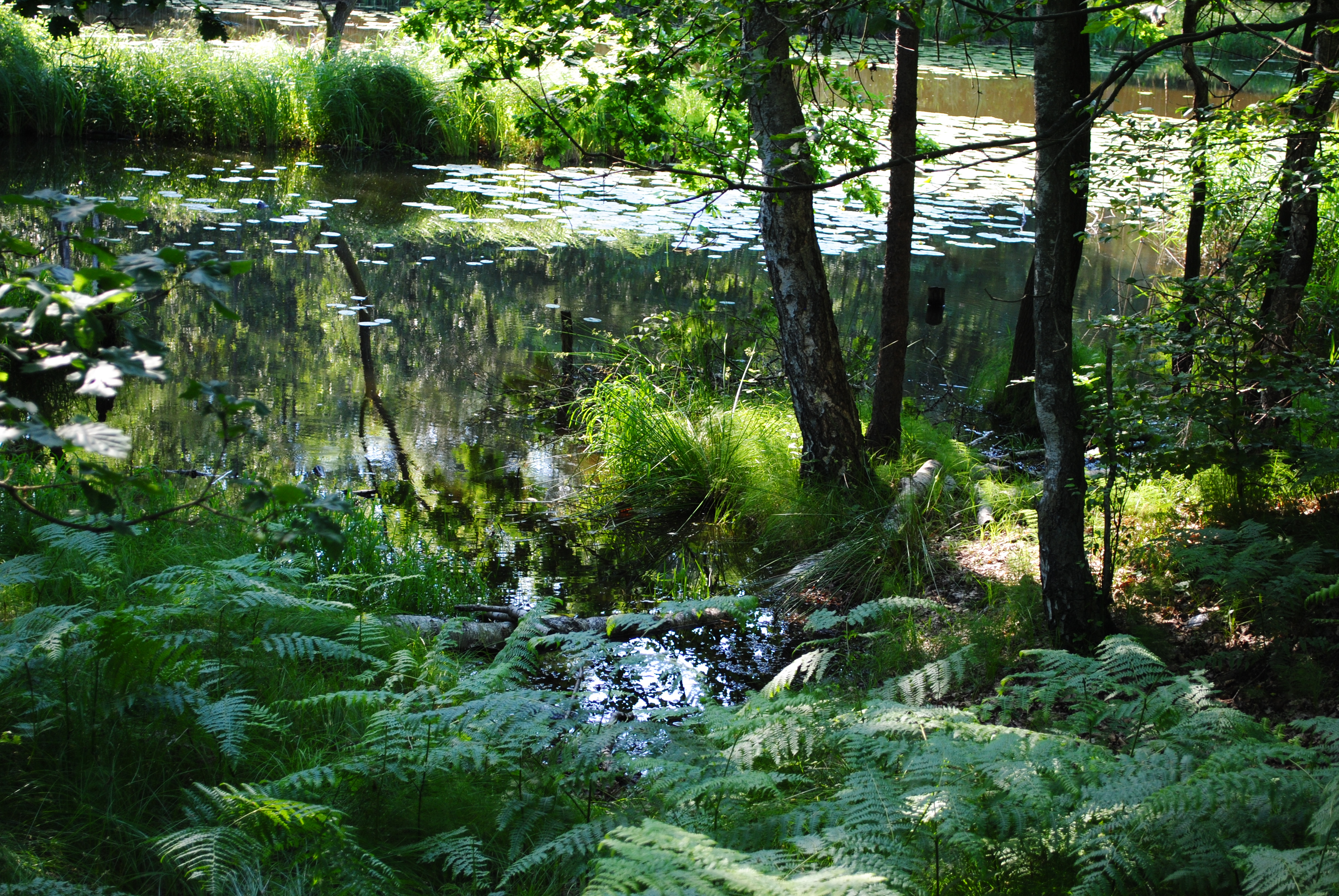
Zbiorowisko łęgowe w zlewni Boliny (przy stawie Janina)

Dolina Boliny, a także stawy w zlewni potoku, zwłaszcza w terenie Katowic, stanowią obszary cenne przyrodniczo. Dolina potoku to w głównej mierze zdegradowany korytarz ekologiczny. Korytarz ten w przeszłości miał znacznie większe znaczenie, gdyż łączył on lasy mysłowickie z obszarem, w którym łączą się rzeki: Brynica, Rawa i Czarna Przemsza. W zbiorowiskach leśnych wzdłuż potoku i stawów występuje kilka rzadkich i chronionych gatunków roślin, a także ptaków i ssaków. Potok ten jest też miejscem rozrodu płazów. W dolinie Boliny znajdują się łęgi jesionowo-olszowe, które są ostoją m.in. dla wielu gatunków roślin, takich jak kruszczyki (w tym szerokolistny, rdzawoczerwony, błotny i wawrzynek wilcze łyko) czy rośliny górskie oraz kilku chronionych gatunków płazów i ssaków. Cennym elementem przyrodniczym doliny Brynicy są rozwijające się w zagłębieniach terenu płaty szuwarów trzcinowych oraz roślinność nitrofilna (zwłaszcza kielisznik zaroślowy), a także trzcinnik piaskowy oraz pojedyncze wierzby kruche i białe.
W dolinie Boliny Południowej II, w jej niezabudowanej części występuje roślinność higrofilna (szuwary, łąki oraz roślinność nitrofilna), zwłaszcza szuwary trzcinowe o oraz łąki, na których dominuje śmiałek darniowy. W części źródłowej występują okrajki nitrofilne, wilgotne łąki, szuwary, a także pojedyncze drzewa (głównie olsza czarna oraz wierzba krucha).
Stawy znajdujące się w zlewni Boliny są zarybiane oraz użytkowane przez koła wędkarskie, będące częścią Okręgu Polskiego Związku Wędkarskiego w Katowicach. Główne gatunki ryb hodowanych w stawach to: karp, lin, leszcz, amur, szczupak, płoć, sandacz i karaś.

## Jakość wód
Według badań przeprowadzonych przez Wojewódki Inspektorat Ochrony Środowiska w Katowicach w 2006 roku, Bolina przy ujściu do Czarnej Przemszy posiada najgorszą, V klasę czystości (są to wody złej jakości). Stwierdzono wówczas liczne negatywne wartości wskaźników, jak nieprzyjemny zapach, liczne związki chemiczne (w tym wysokie zawartości amoniaku, azotynów, fosforu, siarczanów, wapnia czy magnezu) oraz zanieczyszczenia organiczne (w tym bakterie grupy coli). Charakter zanieczyszczeń wskazuje, iż pochodzą przeważnie z działalności przemysłowej i górnictwa węgla kamiennego, na co wskazują wielokrotne przekroczenie wartości granicznych dla chlorków oraz siarczanów
W katowickiej części zlewni Boliny, wg danych z 2014 roku na Bolinie występuje 5 miejsc zrzutu ścieków, z czego 3 zrzuty ścieków komunalnych, a 2 przemysłowych. Dodatkowy zrzut ścieków znajduje się przy Bolinie Południowej I, a także w rejonie stawu Bolina II.